# Rosyjski Komitet Olimpijski

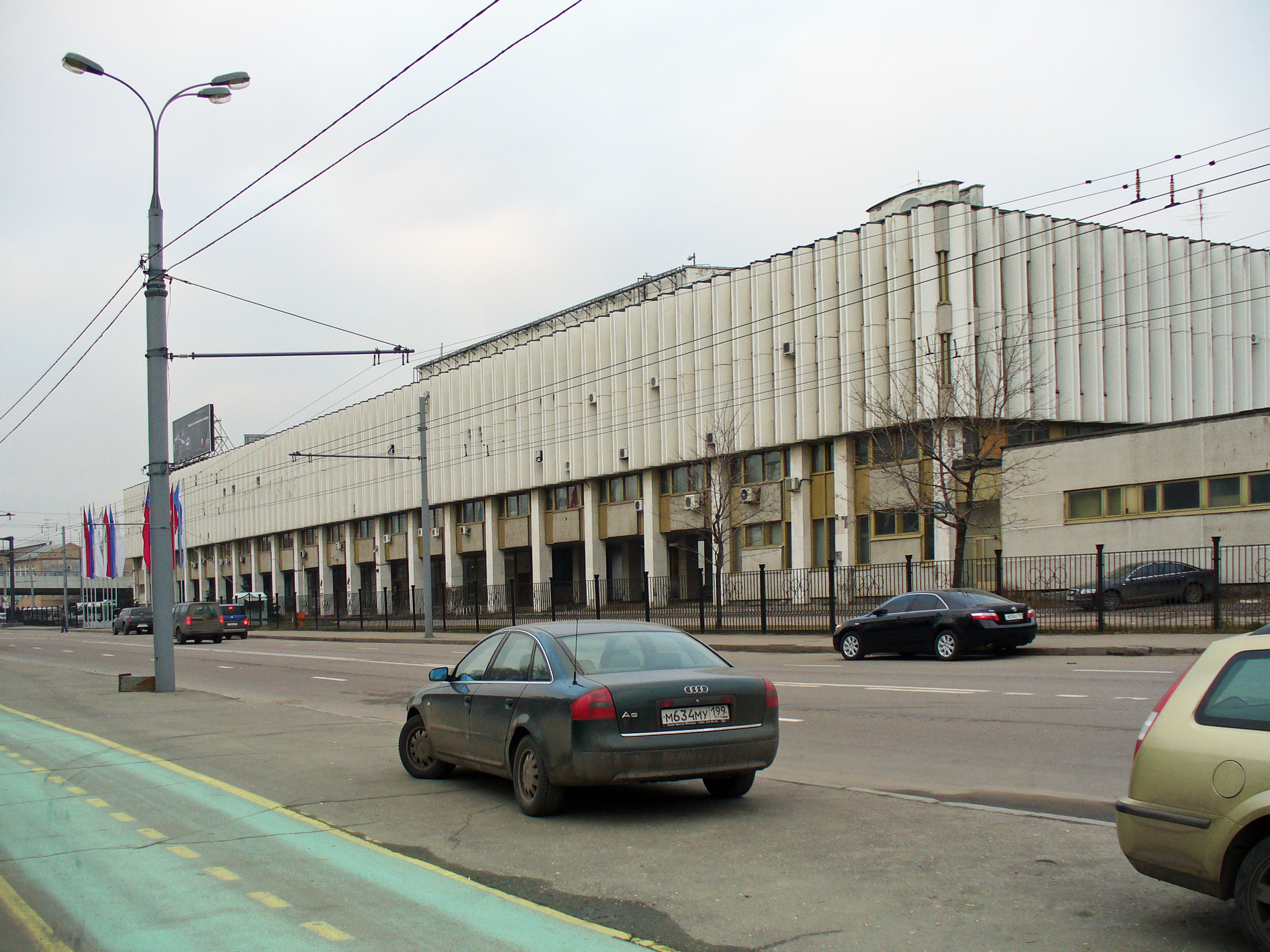
Główna siedziba komitetu w Moskwie

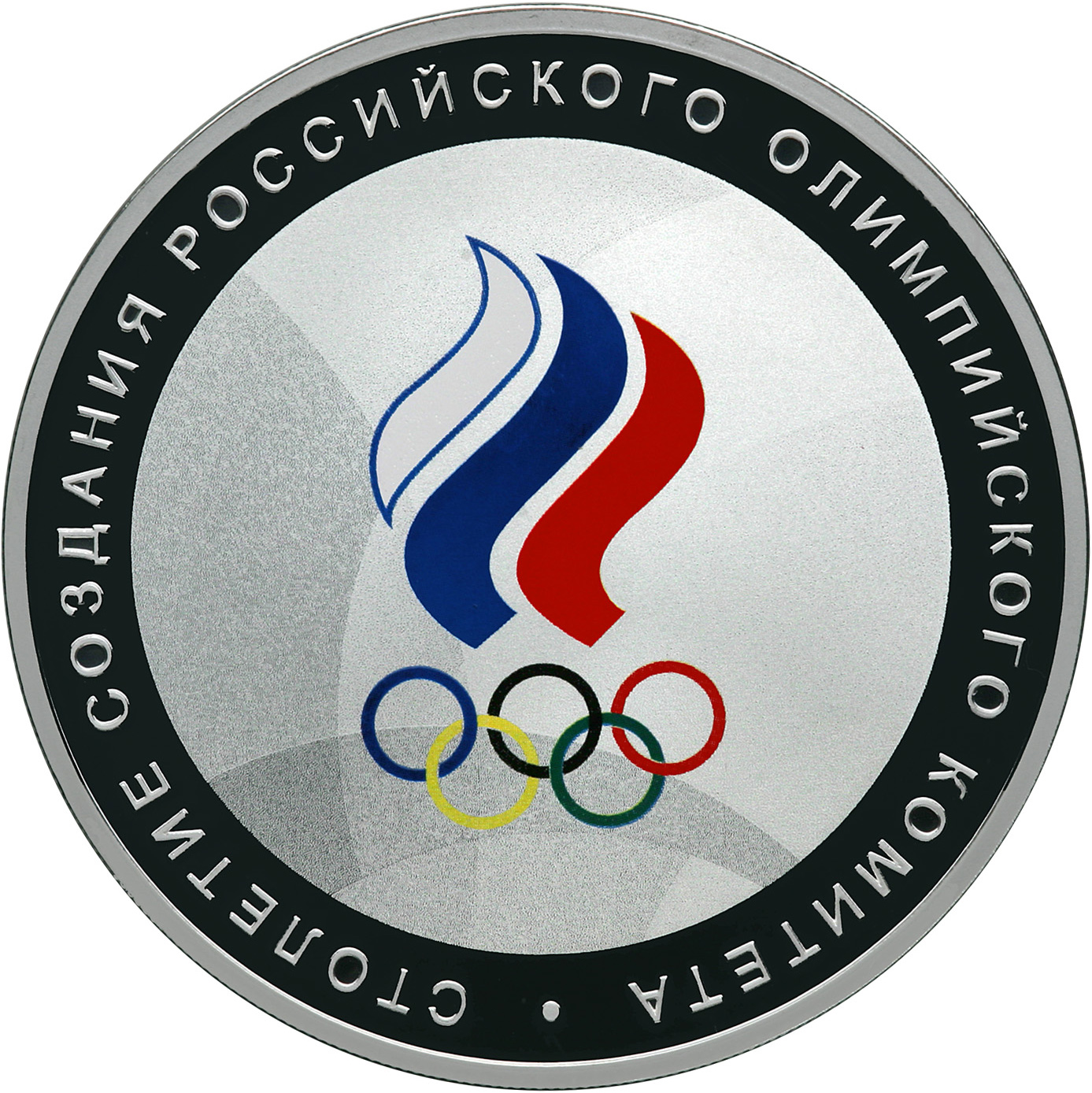
Moneta okolicznościowa wybita z okazji 100. rocznicy powstania OKR

Rosyjski Komitet Olimpijski (rus. Олимпийский комитет России), OKR/ОКР – organizacja sportowa koordynująca państwowe i międzynarodowe występy rosyjskich sportowców. Całkowita nazwa organizacji to Общероссийский союз общественных объединений «Олимпийский комитет России» - Wszechrosyjski związek organizacji społecznych "Olimpijski Komitet Rosji".
Komitet powstał w 1911 roku, na rok przed trzecim występem Imperium Rosyjskiego na igrzyskach olimpijskich. Nie został on członkiem MKOl przed Pierwszą wojną światową, a po Rewolucji październikowej i powstaniu Rosji Radzieckiej został on zlikwidowany. Organizację odnowiono w 1991 roku. Została ona spadkobierczynią Komitetu Olimpijskiego Związku Radzieckiego i jeszcze w tym samym roku została członkiem MKOl.
Rosyjski Komitet Olimpijski jako wszechrosyjski związek ogólnosportowy działa we wszystkich częściach Federacji Rosyjskiej. Jest organizacją autonomiczną, samo prawną i niekomercjalną jednoczącą w sobie organizacje sportowe i organizacje związane z kulturą fizyczną. 
Władza OKR jest trzystopniowa. Dzieli się na Prezydenta Komitetu, Zarząd Komitetu i Zjazd ogólny. Aktualnie funkcję prezydenta OKR pełni Stanisław Pozdniakow.
Rosyjski Komitet Olimpijski zajmował się organizacją następujących igrzysk:
- Zimowe Igrzyska Olimpijskie 2014 w Soczi.